# Mink Bürsten
Die August Mink GmbH & Co. KG, besser bekannt unter ihrem Markennamen Mink Bürsten, ist ein deutscher Hersteller von technischen Bürsten mit Stammsitz im baden-württembergischen Göppingen-Jebenhausen. Das Unternehmen gilt als Weltmarktführer im Bereich der Bündelbeborstung.

## Geschichte
- 1845 gründete August Mink in Stuttgart eine kleine Bürstenbinderei.
- Im Jahr 1900 ernannte der Württembergische König die Bürstenbinderei zum königlichen Hoflieferanten.[3]

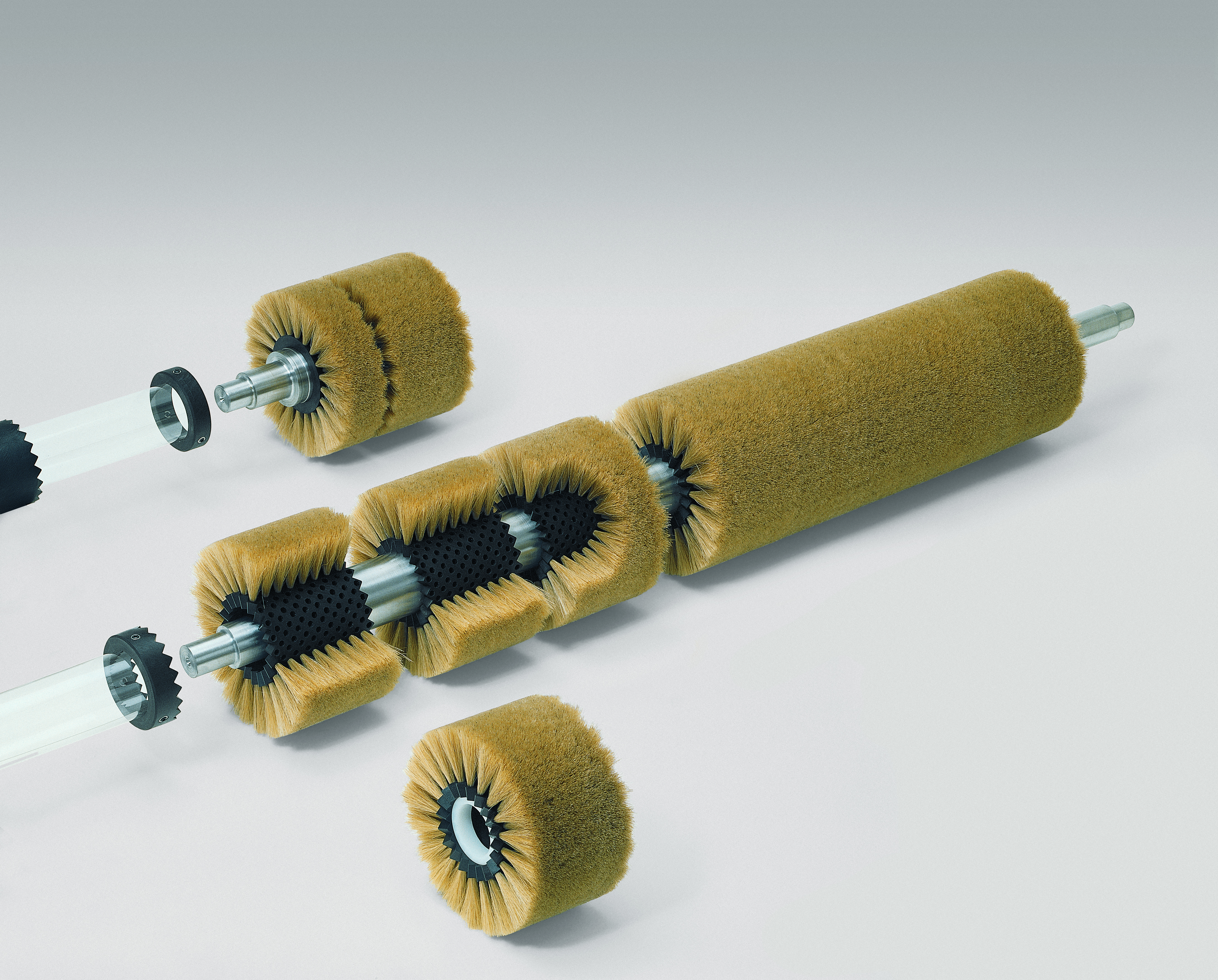
Mink Zick-Zack-System

- 1945 wurde das Firmengebäude bei einem amerikanischen Bombenangriff zerstört. Nach dem Wiederaufbau beschäftigte das kleine Unternehmen fünf Mitarbeiter in Uhingen.
- Der ehemalige geschäftsführende Gesellschafter Peter Zimmermann trat 1975 in das Unternehmen seines Vaters ein. Er beschloss die Spezialisierung des Unternehmens auf ausschließlich technische Bürsten im Bündelsystem.
- 1980 stellte Peter Zimmermann mit dem Bau neuer Firmengebäude die Weichen für weiteres Firmenwachstum.
- Mink entwickelte 1982 das erste modulare Baukastenprinzip für Walzenbürsten, das „Mink Zick-Zack-System“. Es folgten das „Mink Kett-System“, ein Bürstenkonzept zum Transport und Handling sowie zur Oberflächenreinigung, und das „Mink Flex-System“ zur Abdichtung jeglicher Spalten und Öffnungen.
- Mit der Mink Breitstreckwalze zum Glätten von Folien- und Warenbahnen wurde 2004 ein weiteres Bürstensystem auf den Markt gebracht.
- Das Mink Care-System zur oberflächenschonenden Montage von empfindlichen Bauteilen wurde 2007 entwickelt.
- 2011 wurde das Firmenareal um den Mink Campus mit Verwaltungs- und Werksgebäuden erweitert.
- Die neueste Entwicklung – die „Mink Bubble-Brush“ – ist seit 2014 auf dem Markt.
- 2015 brachte Peter Zimmermann seine Firmenanteile (80 %) in eine Familienstiftung, die Peter Zimmermann Stiftung, ein.
- Im Jahr 2017 begann der Bau eines weiteren Produktionsgebäudes (Werk 4) am Standort Göppingen.
- Anfang 2019 kam die Umfirmierung in August Mink GmbH & Co. KG sowie die Erweiterung des bestehenden Produktionsgebäudes (Werk 3) um eine Halle.
- Mitte 2024 wurde das neu gebaute Werk 5 am Standort Göppingen bezogen.

## Unternehmensdaten

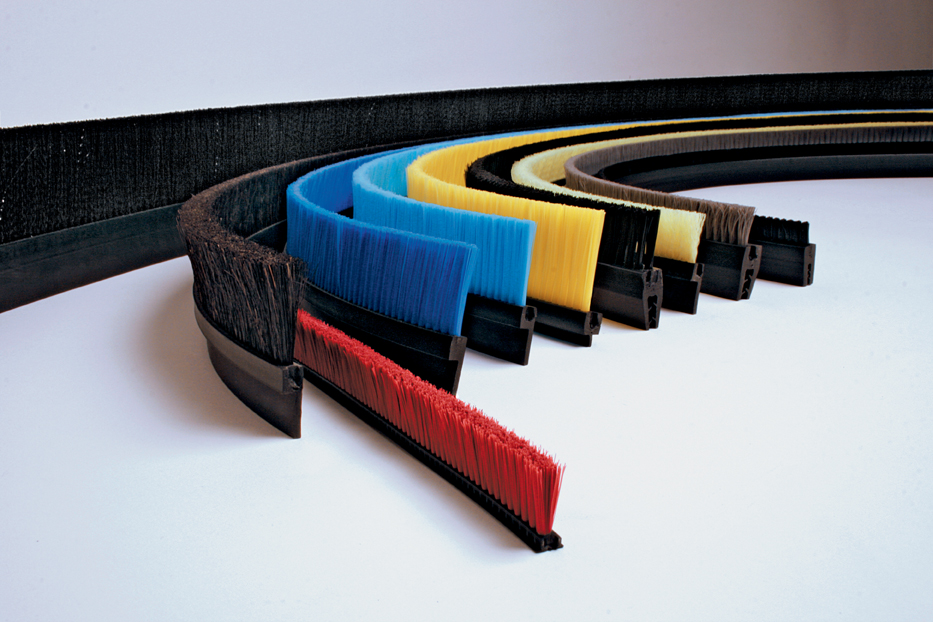
Flexible Bürstenleisten

Der Hauptsitz mit 530 Mitarbeitern und alleiniger Produktionsstandort des Unternehmens befindet sich in Göppingen-Jebenhausen. Zusammen mit fünf europäischen Vertriebsniederlassungen (England, Dänemark, Niederlande, Frankreich und Italien) und Außendienstmitarbeitern (Österreich, Spanien und Polen) betreut Mink Bürsten Kunden weltweit.

## Produkte
80 % der von Mink produzierten Bürstenlösungen sind Spezialanfertigungen, beispielsweise für die Automobil-, Lebensmittel-, Möbel-, Holz- oder Solarindustrie. Weitere 120.000 Standardlösungen werden in nahezu allen produzierenden Industriezweigen weltweit eingesetzt.

## Akademie / Auszeichnungen
Die unternehmenseigene Akademie wurde 2007 gegründet. Das Konzept der Mink Akademie wurde 2013 mit dem „Innovationspreis Weiterbildung“ der IHK Region Stuttgart und 2014 bundesweit mit dem „IHK Bildungspreis“ für herausragendes Engagement in der betrieblichen Aus- und Weiterbildung von dem Deutschen Industrie- und Handelskammertag und der Otto Wolff Stiftung ausgezeichnet.